# Jacob Vernes
Jacob Vernes, né le 31 mai 1728 à Genève, mort le 22 octobre 1791 à Genève, est un théologien et pasteur protestant de Genève, célèbre pour sa correspondance avec Voltaire et avec Rousseau et auteur de Confidence Philosophique. 
Dans cette œuvre écrite sous la forme d’un roman, Jacob Vernes s’en prend à Voltaire et aux principes de l’école encyclopédiste. Sa verve pamphlétaire assura le succès de ce bréviaire de l’antimatérialisme qui fut largement traduit et diffusé en Europe.

## Biographie

### Famille
D'une famille originaire du Vivarais et réfugiée en Suisse à la suite de la révocation de l'édit de Nantes, Jacob Vernes est le fils de Françoise Marguerite Marin (1703-1780) et du négociant Jean Georges Vernes (1696-1763), qui acquiert la bourgeoisie de Genève en 1722.
Son frère aîné, Pierre Vernes (1724-1788), poursuivra le négoce paternel et sera le grand-père de Charles Vernes.
Jacob Vernes épouse Marie-Françoise Clarenc, de Puylaurens, mais celle-ci étant morte moins d’un an plus tard, il se remarie, le 18 mars 1764, avec Marianne Simonde, belle-sœur de Jean-Jacques Juventin, tante de l’historien Jean de Sismondi et mère de François Vernes de Luze.

### Pasteur
Éduqué en tant que pasteur, Vernes était un homme riche, bien élevé et cultivé, qui avait beaucoup d’amis. À l’âge de 22 ans, il fait une tournée en Europe, où il rencontra beaucoup de grands intellectuels de l’époque.
Entre 1755 à 1760, il publie à Genève une revue trimestrielle intitulée Choix littéraire, dont il est le rédacteur-éditeur.
Pasteur, entre autres, de Céligny (1761-1768) et du Grand-Saconnex (1768-1770), Jacob Vernes devint pasteur à Genève en 1771, avant d’être déposé en novembre 1782, après que des perturbations dans la ville amenèrent les Français et les cantons de Zurich et de Berne à intervenir du côté du parti aristocratique.

## Œuvre
Vernes a collaboré avec son ami Antoine-Jacques Roustan à une Histoire de Genève restée sous forme de manuscrit. Il a écrit et publié de nombreux ouvrages sur la religion. Vernes partageait avec certains de ses contemporains l’idée que la religion devait être considérée sous l’angle de l’émotion et pas seulement sous celui de la froide raison. Dieu avait donné aux hommes des « cœurs sensibles » et la capacité de ressentir un « sentiment intérieur religieux ». 
Il pratiquait l’ambigüité sur certains sujets, écrivant, par exemple que la Bible contenait des preuves à la fois pour et contre la doctrine du châtiment éternel. Vernes aurait soutenu des opinions non orthodoxes socinianistes ou arianistes sur la nature du Christ qui se seraient reflétées dans ses écrits. L’Église de Genève n’a pas adopté officiellement son Catéchisme à l’usage des jeunes gens publié en 1779, qui diffère des autres calvinistes post-orthodoxes dans sa théologie simplifiée, tout en reconnaissant la nécessité de s’appuyer sur les Écritures pour pleinement comprendre les vérités religieuses essentielles.

## Voltaire et Rousseau
- Vernes est devenu un ami proche de Voltaire, qui l’appelait son « cher prêtre » et qu'il recevait souvent, à Ferney[8]. Le calvinisme de Vernes paraissait à Voltaire purement symbolique[10]. En décembre 1761, Voltaire lui a envoyé un exemplaire de son Sermon du rabbin Akib, qui attaquait violemment la persécution des juifs par les chrétiens[11].

Cependant, dans son livre Confidence Philosophique (1779), rédigée sous forme de roman, Vernes s’en prit à Voltaire et aux principes des Encyclopédistes.
- Vernes commença par être l’ami de Rousseau et correspondait avec lui[12]. Lors de leur conversation pendant sa visite à Genève en 1754, le philosophe l’impressionna par la sincérité avec laquelle il débattait de la providence divine[13]. En 1757, D’Alembert publia, en se basant sur les informations fournies par Voltaire, un article sur Genève dans le septième volume de l’Encyclopédie suggérant que le clergé de Genève était passé du calvinisme au pur socinianisme. Indignés, les pasteurs de Genève nommèrent un comité pour répondre à ces accusations[14].

Lorsque Vernes lui demanda comme ami d’obtenir une sorte de rétractation de d’Alembert, Rousseau dut se récuser en disant qu’il n’était pas dans les meilleurs termes avec d’Alembert. Celui-ci, sous la pression, finit néanmoins par consentir à présenter l’excuse selon laquelle il n’avait rien voulu dire d’autre que considérer comme socinianistes tous ceux qui n’acceptaient pas l’Église de Rome.
Vernes a, par la suite, attaqué Rousseau pour les opinions qu’il avait exprimées dans sa Profession de foi du vicaire savoyard dans la dernière section de Émile, ou De l'éducation (1762). Voltaire, qui était également extrêmement hostile à Rousseau, s’engagea avec lui dans une guerre de pamphlets, certains anonymes et prétendument dus à leur antagoniste. Lorsque Voltaire publia une attaque de ce genre titrée Sentiment des citoyens, Rousseau pensa d’abord que Vernes, qui avait exprimé des opinions similaires, en était l’auteur. Il fit rééditer cette brochure à Paris en donnant Vernes pour l’auteur, et ce n’est que par la suite qu’il reconnut que ce n’était pas le cas.
- Vernes fut également mêlé de près à l’« affaire Vernes-Necker », dont l’un des protagonistes principaux était son frère Pierre Vernes et qui éclata en 1760. Élisabeth Badinter l’a décrite comme une malheureuse histoire d’amour qui ternit l’image idéale de la République donnée par d’Alembert dans l’Encyclopédie.

## Pour approfondir